# ساری حاجی‌لی
ساری حاجی‌لی (به لاتین: Sarı Hacılı یا Sarıhacallı) یک منطقه مسکونی در جمهوری آذربایجان است که در شهرستان قبله واقع شده است. ساری‌حاجی‌لی ۸۹ نفر جمعیت دارد.